# Hôpital Armand-Trousseau
L’hôpital Armand-Trousseau est un hôpital de l'Assistance publique - hôpitaux de Paris (AP-HP) situé 26, avenue du Docteur-Arnold-Netter et rue Lasson (entrée des urgences) dans le 12e arrondissement de Paris. Il est un des sites du Groupe Hospitalier Sorbonne Université.

## Historique

### Premier hôpital (rue du Faubourg-Saint-Antoine)
En 1674, l'hôpital des Enfants-Trouvés s'établit rue du Faubourg-Saint-Antoine. Après la Révolution, il est renommé hospice des orphelins et n'accueille plus que les enfants de deux à douze ans.
L'entrée principale et la chapelle se trouvait rue du Faubourg-Saint-Antoine, mais le site s'étendait jusqu'à la rue de Charenton.
Il est renommé hôpital Sainte-Marguerite en 1839 avant d'être transformé en 1854 en hôpital pour enfants sous le nom d'Hôpital Sainte-Eugénie. Il est renommé en 1880 en l'honneur d'Armand Trousseau (1801-1867), médecin des hôpitaux (Hôtel-Dieu de Paris au 89 rue de Charenton, 75012 et hôpital Saint-Antoine), titulaire de la chaire de clinique médicale de l'Hôtel-Dieu.
L'hôpital est transféré sur son site actuel en 1901. Les anciens locaux sont rasés et à leur emplacement sont tracés les rues Antoine-Vollon, Charles-Baudelaire, Théophile-Roussel, de Prague, Émilo-Castelar, ainsi que le square Trousseau.

### Second hôpital (avenue du Docteur-Arnold-Netter)
L'hôpital actuel est reconstruit en 1901 sur les plans des architectes Alexandre Maistrasse et Marcel Berger, mandatés par l'assistance publique.
L'hôpital est spécialisé dans les soins pédiatriques et, depuis janvier 2006, le polyhandicap après son regroupement avec l'hôpital de La Roche-Guyon situé dans le Val-d'Oise.

## Accès
L'hôpital est accessible à proximité par la ligne 6 à la station Bel-Air.